# Historia UD Salamanca, Años 2010

## Temporada 2010-2011
- Óscar Cano[1] se convierte en entrenador del equipo de cara a la nueva temporada en Segunda división.

- En Copa, el equipo entra directamente en segunda ronda, donde queda eliminado a domicilio al perder por 1-2 contra el Real Betis.

- En Liga el equipo empieza el campeonato colocándose en las primeras jornadas en los puestos de play-off de ascenso.

- Tras una racha histórica de diez derrotas consecutivas, en la jornada 24 Óscar Cano es destituido llegando en su lugar Pepe Murcia.[2]
- Diez jornadas más tarde, en la jornada 34 Pepe Murcia es destituido, pasando a ocupar el puesto de entrenador Balta Sánchez.[3]
- Finalmente el equipo descendió a Segunda División B tras ser derrotado 5-1 por el Barcelona B a falta de una jornada para el final

## Temporada 2011-2012
- Balta Sánchez continua como entrenador del equipo de cara a la nueva temporada en Segunda División B.

- En Copa, el equipo queda eliminado en segunda ronda, a domicilio al perder por penaltis (3-2), tras empatar 1-1 contra el Real Oviedo.

- En Liga el equipo empieza el campeonato con unos resultados discretos, haciendo que se sitúe en la zona media-baja de la tabla. Esto provoca que, en la jornada 14 Balta Sánchez, con el equipo situado en la 14.ª plaza, pese a la victoria conseguida en la decimocuarta jornada frente a la Real Sociedad B por 2-1, es destituido ocupando su lugar, su segundo técnico, Pablo Zegarra, que continuaría como entrenador de la UDS hasta el final de temporada.

- Finalmente el equipo consiguió noveno puesto en el grupo II de la Segunda División B.

## Temporada 2012-2013
La Unión Deportiva Salamanca consiguió un octavo puesto en el grupo II de la Segunda División B. Los graves problemas económicos del club, arrastrados desde la época de Primera División se agravan bajo la administración concursal, y el 19 de mayo el equipo disputa el último partido de su historia frente al CD Tenerife en el Estadio Helmántico. Poco después de terminar la temporada, el día 18 de junio, se decreta la disolución del equipo.

### Disolución
La Unión Deportiva Salamanca estaba ya en concurso de acreedores antes de su desaparición. La ausencia de un inversor que diese continuidad al club, y la elevada deuda que tenía el equipo fueron las causas principales de su disolución. Se debía haber celebrado una junta de acreedores de la UDS, el 18 de junio de 2013, en la cual se podía haber aprobado un convenio de acreedores, pero la incomparecencia del Banco Popular, que era el principal acreedor, no se presentó en los juzgados y por tanto la junta no se celebró. Al no celebrarse esta junta el juzgado de lo mercantil de Salamanca dictó la disolución del club blanquinegro. Dos días más tarde el 20 de junio de 2013 a las 10:00 h se celebra la subasta de los bienes del club. Finalmente, la U.D. Salamanca desapareció por completo tras 90 años de existencia.